# Tennant (Kalifornija)
Tennant je naseljeno područje za statističke svrhe u američkoj saveznoj državi Kalifornija. Prema popisu stanovništva iz 2010. u njemu je živjelo 41 stanovnika.